# Eleição municipal de Foz do Iguaçu em 2008
A eleição municipal de Foz do Iguaçu em 2008 ocorreu em 5 de outubro de 2008. O então prefeito era Paulo Mac Donald (PDT), que tentou a reeleição e foi reeleito.

## Resultado da eleição para prefeito

### Primeiro turno
| Candidatos a prefeito         | Candidatos a vice-prefeito | Número | Coligação  | Votação | Percentual |
| ----------------------------- | -------------------------- | ------ | ---------- | ------- | ---------- |
| Paulo Mac Donald PDT          | Chico Brasileiro PCdoB     | 12     | PDT, PCdoB | 67.502  | 48,01%     |
| Celso Samis da Silva PMDB     | Elizeu Liberato PR         | 15     | PMDB, PR   | 42.266  | 30,06%     |
| Reni Ribeiro PSB              | Neuso Rafagnin PTB         | 40     | PSB, PTB   | 26.634  | 18,94%     |
| Vitorassi PT                  | Romildo Rocha PT           | 13     | PT         | 3.887   | 2,76%      |
| José Elias Aiex Neto PSOL     | Professora Iva PSOL        | 50     | PSOL       | 238     | 0,17%      |
| Anderson Marcos Chicoski PSDC | Marcos Soares da Mota PSDC | 27     | PSDC       | 66      | 0,05%      |